# Schizophyllum
Schizophyllum es un género de hongos lignívoros que pertenece a la familia Schizophyllaceae. Incluye seis especies:
- Schizophyllum amplum.
- Schizophyllum commune.
- Schizophyllum fasciatum.
- Schizophyllum murrayi.
- Schizophyllum radiatum.
- Schizophyllum variabile.